# Smells Like Records
Smells like Records est un label fondé par Steve Shelley (batteur de Sonic Youth) en 1995. Son nom vient du célèbre Smells Like Teen Spirit de Nirvana.

## Artistes produits
- Blonde Redhead
- Bluetile Lounge
- Cat Power
- Chris Lee
- The Clears
- Christina Rosenvinge
- Dump
- Fuck
- Hungry Ghosts
- John Wolfington
- La Lengua Asesina
- Lee Hazlewood
- Mosquito
- Nod
- Overpass
- The Raincoats
- The Rondelles
- Sammy
- Scarnella
- Sentridoh
- Shelby Bryant
- Sonic Youth
- Tim Prudhomme
- Tony Scherr
- Two Dollar Guitar
- Ursa Minor